# Wir beide wussten, es war was passiert
Wir beide wussten, es war was passiert (Originaltitel: The Simple Gift) ist ein Jugendroman in Versform des australischen Schriftstellers Steven Herrick. Erzählt wird eine leichte, poetische Geschichte zum Verlieben. Herrick verhandelt dabei Themen wie erste Liebe, Freundschaft und Familie.
Wir beide wussten, es war was passiert erschien 2016 im Thienemann-Esslinger Verlag in deutscher Sprache und 2000 bei Simon Pulse Books in englischer Sprache. Es wurde von Uwe-Michael Gutzschhahn ins Deutsche übersetzt.
Die Presse schreibt über den Roman: »‘Wir beide wussten, es war was passiert' erzählt eine sehr schöne Geschichte für zwischendurch, die einen zum Nachdenken anregt und viele Weisheiten lehrt« (LizzyNet), »Trotz des berührenden Happy Ends schließt die Knappheit der lyrischen Sprache Herricks jede Sentimentalität aus« (Süddeutsche Zeitung) und »Es ist eine wunderschön erzählte „Erste Liebe“-Geschichte [...] - für mich große Literatur« (Deutschlandfunk).

## Inhalt
In Versform erzählt Steven Herrick die Geschichte von drei Menschen, dem sechzehnjährigen Billy, dem Obdachlosen Old Bill und der siebzehnjährigen Caitlin. Die Personen kommen abwechselnd zu Wort und ihre jeweiligen Monologe treiben die Geschichte somit voran. Jeder Charakter beschreibt aus seiner Sicht, wie sie sich kennenlernen, näherkommen und schließlich gegenseitig retten.

### Kapitel 1 – 3
Der sechzehnjährige Billy entschließt sich, seinen alkoholabhängigen und gewalttätigen Vater zu verlassen und von zuhause abzuhauen. Der Plan zu Trampen geht jedoch nicht auf, und Billy steht wortwörtlich im Regen. Als er einen vorbeifahrenden Güterzug mit einem schutzbietenden Speed Boot darauf entdeckt, springt Billy kurzerhand auf. Nachdem er als blinder Passagier entdeckt wird, lässt ihn der freundliche Zugführer Ernie im Begleitwagen bis nach Bendarat mitfahren.
Als er nach einer überraschend angenehmen Fahrt in Bendarat ankommt, geht Billy erst einmal zur Bibliothek. Dort ist es warm und trocken, und die Bibliothekarin ist sehr freundlich zu ihm. Nachdem er den ganzen Tag mit Lesen verbracht hat, entschließt er sich, die Nacht in einem alten Waggon am Bahnhof zu verbringen. Am nächsten Abend, als Billy das Essen ausgeht, setzt er sich zu McDonald’s und isst die Reste, die Gäste an den Tischen zurückgelassen haben.
Am selben Abend trifft er das erste Mal Caitlin. Das siebzehnjährige Mädchen arbeitet bei McDonald’s, um unabhängiger von ihren Eltern zu sein. Sie beobachtet Billy, während er das Essen der anderen isst. Statt Billy an ihre Chefin zu verpfeifen, lässt sie ihn in Ruhe sein Abendbrot genießen.
Billy beginnt sich in Bendarat wohlzufühlen. Jeden Morgen läuft er zur umliegenden Obstplantage und klaut sich Birnen und Äpfel zum Frühstück. Jeden Abend setzt er sich zu McDonald’s, und er und Caitlin freunden sich langsam an. Eines Tages gibt Billy ihr einen Zettel mit der Adresse des Waggons, in dem er lebt.

### Kapitel 4 – 7
Billy lernt Old Bill kennen. Dieser erzählt Billy, dass er immer mal wieder im Waggon nebenan schläft. Billy bringt ihm Cornflakes mit Milch zum Frühstück, aber es ist noch zu früh für Old Bill und er schnauzt Billy an.
Jeden zweiten Tag kommt Billy an den Fluss in Bendarat, um sich und seine Kleidung zu waschen.
Eines Abends beschließt Catlin Billy nach der Arbeit zu besuchen. Sie packt Essen und Trinken ein und geht zu der Adresse, die Billy ihr gegeben hat. Die beiden verstehen sich sehr gut und beginnen zunehmend einander zu mögen.
Old Bill entschuldigt sich bei Billy für seine Launen und erzählt ihm von einem Job in einer Konservenfabrik. Weil er sich trotz dessen noch schuldig fühlt, geht er mit ihm zusammen jeden Montagmorgen dorthin, um zu arbeiten. Doch schon bald ist er genervt von der Arbeit, von Billy und seinem morgendlichen Frühstück.
Als Billy seinen ersten Lohn erhält, überlegt er, was er damit anfangen soll. Kurzerhand kauft er einen Smaragdring, den er in seinem Waggon bereitlegt. Etwas später, beim allabendlichen Essen bei McDonald’s, lädt Caitlin Billy zu einem Picknick ein. Dort kommen sich die beiden immer näher.
Währenddessen erzählt Old Bill seine bewegende Geschichte: 1993 stürzte seine zehnjährige Tochter Jessie von einem Baum und fiel daraufhin ins Koma. Nach unendlich scheinender Zeit schalteten er und seine Frau die lebenserhaltenden Geräte ab. Ein Jahr danach, am selben Tag, starb seine Frau bei einem Autounfall. Old Bill verließ sein Haus für immer und lebt seither in dem Waggon neben Billy.
Old Bill und Billy werden gute Freunde. Er erzählt Billy von seiner Vergangenheit und dem Haus, das er besitzt. Sie frühstücken jeden Morgen zusammen und gehen manchmal zusammen an den Fluss, um sich zu waschen.
Billy holt Caitlin nach ihrer Schicht bei McDonald’s ab und bringt sie nach Hause und Caitlin ist glücklich. Eines Tages beschließen Caitlins Eltern über das Wochenende wegzufahren und Caitlin lädt daraufhin Billy zu sich ein.
Als Caitlin zu Billy geht, um ihm zu sagen, dass ihre Eltern verreist sind, entdeckt sie ihn und Old Bill bei ihrem morgendlichen Frühstück. Den so wohlerzogenen Jungen Billy mit einem Obdachlosen wie Old Bill zu sehen, verwirrt sie und so rennt sie weg, ohne sich zu zeigen. Doch sie beginnt sich zunehmend für ihre Gedanken zu schämen und entschließt sich, noch einmal zu Billy zu gehen. Sie lädt ihn und Old Bill zu sich nach Hause zum Essen ein.
Es ist ein angenehmer Abend. Billy und Caitlin reden viel und Old Bill hört ihnen zu. Nach einiger Zeit verabschiedet er sich und macht sich auf den Nachhauseweg.
Billy übernachtet bei Caitlin und die beiden schlafen zum ersten Mal miteinander.
Der Abend hat auch bei Old Bill etwas verändert und Billys Einfluss auf ihn wird in den Tagen darauf immer deutlicher: Zum ersten Mal ist es Old Bill, der nach nebenan geht und das Frühstück bringt. Außerdem beschließt er, in Zukunft weniger zu trinken.

### Kapitel 8 – 9
Eines Tages wird Billy auf der Straße von der Polizei angehalten und nach seinem Lebenssituation gefragt. Die Lügen, die er ihnen auftischt, glauben sie jedoch nicht. Billy soll daher noch am selben Tag zu einem Sozialarbeiter gehen. Sie warnen ihn davor, was passieren wird, wenn Billy den Termin nicht wahrnimmt und sie ihn wieder in der Stadt treffen.
Billy will weder zum Sozialamt, noch will er die Stadt verlassen müssen. Er erzählt Old Bill von seinem Dilemma und dieser hat einen Plan: Er will sein Haus offiziell an Billy vermieten. Er geht zu seinem ehemaligen Zuhause, mäht den Rasen und erzählt den Nachbarn, dass dort bald ein junger Mann einziehen wird. Dann besorgt er sich saubere Kleidung und trifft sich mit Billy in einem Café. Er erzählt ihm von seinem Plan, dem Sozialamt eine Story vorzuspielen und Billy in sein Haus ziehen zu lassen. Der Plan geht auf: Nach dem erfolgreichen Besuch beim Sozialamt, gehen Old Bill und Billy zusammen zu Billys zukünftigem Zuhause. Sie setzen sich auf die Veranda und reden, gehen jedoch nicht ins Haus, da Billy weiß, dass es für Old Bill nicht zu verkraften wäre.
Später geht Billy zu McDonald’s um Caitlin zu treffen, erzählt ihr aber noch nichts von dem Haus. Am nächsten Nachmittag treffen sich die beiden, und Billy zeigt Caitlin sein neues Zuhause. Erst dann erzählt Billy die ganze Geschichte und zusammen betreten sie das Haus zum ersten Mal.

### Kapitel 10 – 11
Old Bill denkt an das Schulprojekt seiner Tochter über das Great Barrier Reef und an sein Versprechen, mit ihr zusammen dorthin zu fahren. Er überlegt, ob er diese Reise in den Norden Australiens nun machen sollte.
Nachdem sie das Haus auf sich haben wirken lassen, putzen Billy und Caitlin die Zimmer und richten sich ein. Sie kochen ein Abendessen, hören Old Bills Schallplatten und tanzen durch das Wohnzimmer. Später, als beide im Bett liegen, schenkt Billy Caitlin den Ring, den er von seinem ersten Lohn gekauft hat.
Obwohl Billy ein neues Zuhause hat, verspricht er sich selbst einmal die Woche seinen Waggon aufzusuchen. Er und Old Bill treffen sich weiterhin und bei einem dieser Treffen erzählt Old Bill ihm von seinem Plan, auf Güterzüge zu springen und in den Norden zu reisen. Sie verabschieden sich mit wenigen Worten voneinander und Billy schaut seinem Gefährten nach.

## Literarische Kritik
Wir beide wussten, es war was passiert erhielt ein insgesamt positives Presseecho. Die Art. 5/III sagte: »'Wir beide wussten, es war was passiert' sucht das wirklich Bedeutsame in den kleinen Dingen und liegt damit goldrichtig«(Art. 5/III). Dem BuchMarkt gefiel, dass »[dieserText] voller Poesie und rhythmischer Eleganz einen Lebenskosmos eröffnet« (BuchMarkt). Das Buchjournal stellte fest: »dieser Roman kennt keine Gattungsgrenzen:'Wir beide wussten, es war was passiert' erzählt in Versen und dabei ganz unsentimental von der Suche nach Glück, Selbstbestimmung und Liebe« (Buchjournal).

## Nominierungen und Auszeichnungen
- 2016: Empfehlungsliste „Die besten 7 Bücher für junge Leser“ vom Deutschlandfunk[6]
- 2016: Buch des Monats September 2016 der Deutschen Akademie für Kinder- und Jugendliteratur[7]